# Jiří Gruša
Jiří Gruša (10. listopadu 1938 Pardubice – 28. října 2011 Bad Oeynhausen, Německo) byl český básník, prozaik, překladatel, literární kritik, diplomat a politik. Od června 1997 do ledna 1998 zastával post ministra školství, mládeže a tělovýchovy ČR ve druhé Klausově vládě (jako nestraník). V letech 2003 až 2009 byl prezidentem mezinárodního centra PEN klubu. Pro jednu ze svých knih použil pseudonym Samuel Lewis.

## Životopis

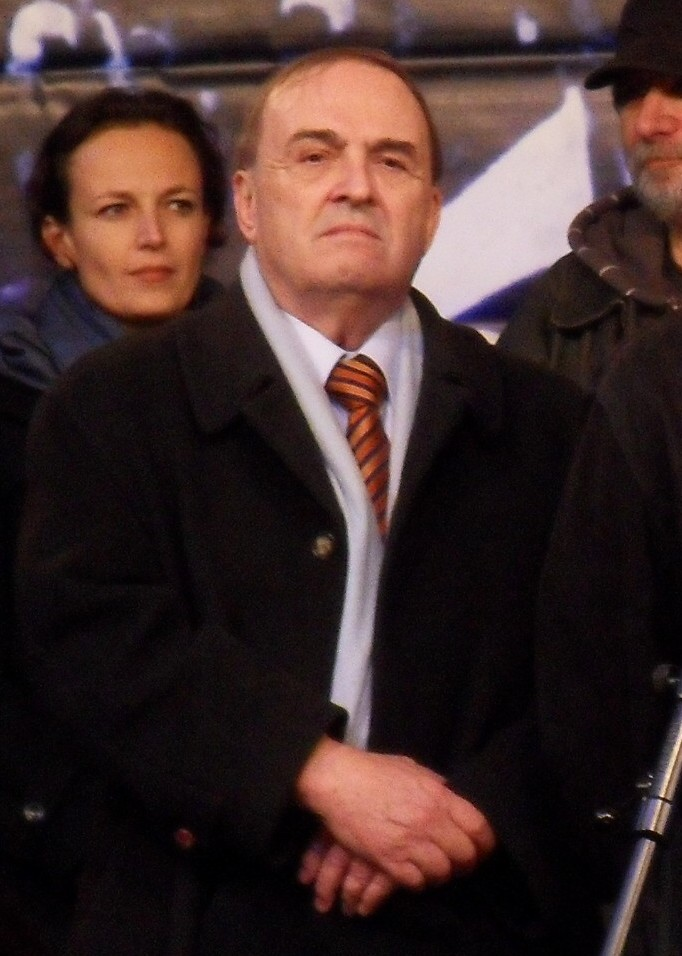
Jiří Gruša v roce 2009

Narodil se v Pardubicích. Jeho otec byl technickým úředníkem, který byl po válce nucen se přihlásit do dolu v rámci náboru pracující inteligence. Po absolvování středoškolského studia v Pardubicích byl Gruša, nyní pocházející z dělnické rodiny, (díky změně povolání svého otce) přijat na Karlovu univerzitu, aniž by musel vstoupit do komunistické strany. Nejprve studoval český jazyk a historii, po roce přešel na Filozofickou fakultu studovat obory filozofie a historie. Během studia se u něho začal projevovat organizační talent, díky kterému působil na pozici redaktora v různých literárních časopisech. Svou poezii pravidelně zasílal do redakcí pražských novin, kde se jeho básně setkávaly vždy s odmítavou odpovědí redakcí pro intelektuální obsah a neplnění potřebných ideových předpokladů.
Vysokou školu ukončil v roce 1962, kdy vyšla jeho básnická sbírka Torna. V témže roce se Gruša oženil s Annou Goldstückerovou, dcerou prof. Eduarda Goldstückera, narodila se jim dcera Milena, ale pár týdnů předtím musel nastoupit základní vojenskou službu. Dále se věnoval básnické tvorbě. V roce 1963 byla v pražských novinách zveřejněna část jeho práce, která byla vytržena z kontextu. V této práci byly zmíněna i osoba Fidela Castra. Díky tomu byl pozván do Dobříše, kde se setkal s celou řadou mladých spisovatelů. Zde vznikla myšlenka vzniku časopisu pro mladou literaturu, proto zorganizoval vše potřebné a ještě během jeho vojenské služby vznikl časopis Tvář, s odkazem na Františka Halase, jehož se stal redaktorem. Po měsíci působení v časopise Tvář, se objevil v tisku článek jeho přítele z Pardubic Vladimíra Medka, pojednávající o tom, že není správné, aby nevycházely starší básně bez stalinských veršů. Na tento text reagoval tím, že Literární noviny otiskly jeho článek, který byl označen jako devastace literárního socialistického kánonu, článek, ve kterém se vyjádřil k účelu poezie a kritizoval její současné ideologické cíle. Tento počin vyvolal silnou reakci ze strany režimu. Po třech měsících dobrovolně odešel z vedení časopisu Tvář v domnění, že se vše uklidní a on bude moci nadále spolupracovat s její redakcí. To se však nestalo a v březnu bylo na jeho osobu vypsáno trestní stíhání. Stal se nezaměstnatelným. Kvůli nedostatku financí se odstěhoval s dcerou k rodičům své ženy, kde rok vydělával překladem textů a psaním recenzí pod pseudonymem.
V roce 1964 vydal druhou básnickou sbírku Světlá lhůta. Své první zaměstnání dostal až v roce 1966, kdy působil jako korektor v Nových knihách. V lednu 1966 se manželům Grušovým také narodilo druhé dítě – syn Martin. Situace se postupně zlepšovala a jeho schopnosti byly doceněny. Rok po nástupu do nového zaměstnání byl přeřazen do redakce časopisu Zítřek, navíc se podařilo založit nový časopis Sešity pro mladou literaturu, který se zabýval vlastním pohledem mladé generace na literaturu. Během let 1968–1969 však byly oba časopisy zakázány. Skončilo tak krátké období veřejné jeho činnosti. Autor se odvrátil od poezie a začal psát prozaické texty.

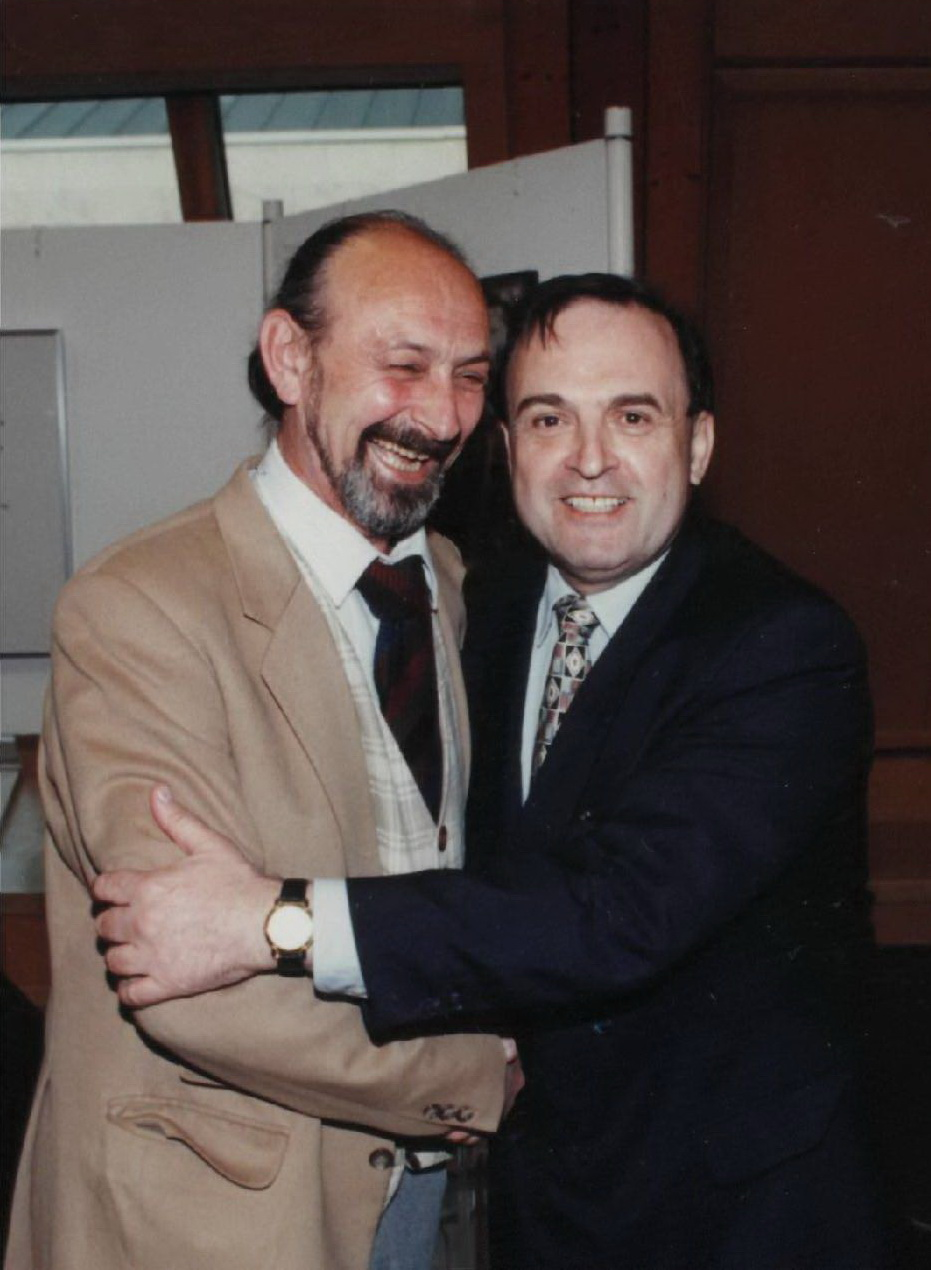
Zleva: Lev Berinski a Jiří Gruša (1995)

Za částečné publikování Listů z Kalpadocie v letech 1968–1969 v Sešitech, byl opět trestně stíhán kvůli údajnému šíření pornografie. Po invazi vojsk Varšavské smlouvy do Československa vykonával různá zaměstnání. Dva roky spolupracoval s Divadlem za branou a poté pracoval ve stavebním a bytovém družstvu Mansarda. Dále se věnoval psaní a jeho další díla vyšla buď v samizdatu, nebo v exilových nakladatelstvích. Jednalo se například o novelu Dámský gambit, se kterou souvisí jeho seznámení se s Ludvíkem Vaculíkem a Ivanem Klímou. Ludvík Vaculík první přišel s myšlenkou přepisu a vydávaní textů mladých autorů, kteří se pravidelně scházeli k autorskému čtení v bytě Ivana Klímy. Gruša se ujal organizačních úkolů, a tak vznikla edice Petlice. Petlice se velmi rychle vyvíjela a díla se šířila i díky přepisům samotných čtenářů. Jeden z těchto čtenářů, jenž si doma zařídil malou přepisovací dílnu, kde zrovna přepisoval Dotazník aneb Modlitbu za jedno město a přítele, byl zatčen a spolu s ním i Jiří Gruša, který čerstvě podepsal Chartu 77 a byl obviněn, že svým románem Dotazník zaútočil na společenské zřízení. Ve vězení strávil necelé tři měsíce. Byl propuštěn díky mezinárodnímu ohlasu na jeho dílo a díky reakcím některých významných autorů.
V roce 1980 získal literární stipendium v USA. Bylo mu umožněno opustit Československou republiku. Po několika měsících strávených ve Spojených státech amerických se hodlal vrátit zpět do Československa. Během cesty jej však Ludvík Vaculík varoval, aby návrat odložil, proto se rozhodl prozatím zůstat v německém Bonnu u svého přítele. Po několika dnech obdržel dopis, ve kterém byl zbaven československého občanství (prosinec 1981) a tím mu byl znemožněn návrat do Československa. Trvale se tedy usadil v Německé spolkové republice, kde získal státní německé občanství. V Německu začal velmi intenzivně pracovat, dále se věnoval tvorbě, psal převážně německy a spolu s Tomášem Kostou se v roce 1986 rozhodl založit firmu, která se věnovala překladu literárních textů.
V roce 1989 ve věku 23 let zemřel Grušův syn Martin Gruša (1966–1989). Po intervenci německého ministra zahraničí Hansa-Dietricha Genschera československé úřady dovolily Grušovi přijet do vlasti a zúčastnit se Martinova pohřbu.
Po pádu železné opony se vrátil do Čech a vstoupil do diplomatických služeb. Stal se velvyslancem v Německu do června roku 1997, poté byl 5 měsíců ministrem školství, mládeže a tělovýchovy. Rok nato se stal velvyslancem v Rakousku a v této funkci vytrval 6 let. Během tohoto období byl vyznamenán Cenou Jaroslava Seiferta za sbírku Grušas Wacht am Rhein (Grušova Hlídka na Rýnu), za niž získal i cenu Magnesia Litera. Po roce 2004 se stal ředitelem Diplomatické akademie Vídeň a také získal předsednictví v Mezinárodním sdružení PEN-klubů. Obě tyto funkce vykonával do roku 2009, kdy se vrátil k literární tvorbě. Na sklonku života vyšlo jeho dílo Beneš jako Rakušan. Dne 28. října roku 2011 zemřel během operace srdce ve věku 72 let.
Pohřben byl na hřbitově Malvazinky na pražském Smíchově.

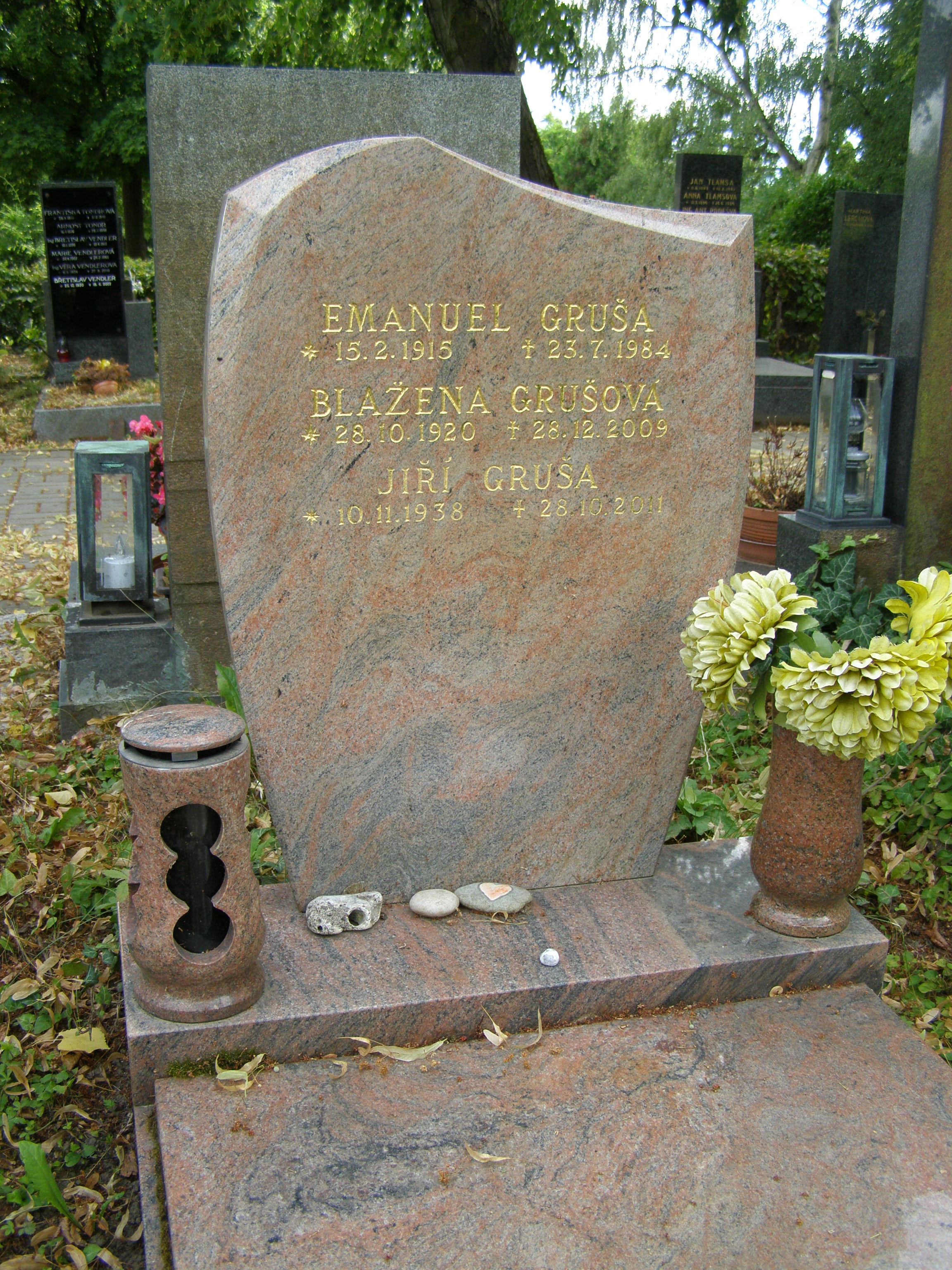
Hrob na pražském hřbitově Malvazinky

Moravské zemské muzeum v roce 2016 pojmenovalo nově získanou budovu v Brně na Hudcově ul. 76 Domem Jiřího Gruši  a umístilo zde jeho soukromý archiv, který instituci věnovala poslední manželka. Jedním z důvodů je to, že Gruša byl v častém kontaktu s brněnskými disidenty a před listopadem 1989 inicioval v Brně vznik nezávislého nakladatelství Atlantis. Po revoluci se v Brně podílel na řadě kulturních projektů, např. Dialog uprostřed Evropy, spolupracoval s nakladatelstvími, časopisy, divadelníky i politology z Masarykovy univerzity, atd. Jako velvyslanec v SRN se zasadil o navázání kulturních vztahů mezi Brnem a Bonnem a mezi Jihomoravským krajem a Dolním Rakouskem. Za tyto zásluhy obdržel v roce 2011 in memoriam Cenu města Brna za mezinárodní spolupráci.

## Soukromý život
Jiří Gruša byl třikrát ženatý. S Annou Grušovou, rozenou Goldstückerovou (dcerou germanisty Eduarda Goldstückera), se kterou se oženil 17. února 1962 v Praze, měl dceru Milenu, provdanou Jabůrkovou (* 19. srpna 1962) a syna Martina (1966–1989). Martin Gruša byl baskytarista, vystupoval například se skupinami Národní Třída, Babalet a Echt!. Zemřel v roce 1989 na následky diabetu. V roce 1978 se podruhé oženil s Ivanou Koutskou, s níž měl syna Václava Grušu (* 1976). Jeho třetí manželkou byla Sabine Gruša (předtím Bruss – jejím předchozím manželem byl překladatel a tlumočník Ulrich Joachim Bruss), s níž se sblížil ve 2. polovině 80. let v německé emigraci při práci na svých překladech a která disponuje jeho pozůstalostí.

## Dílo

### Básnické sbírky
- Torna (1962) – bilanční lyrika – úděl člověka, životní pozice, zdůvěrňování skutečnosti, sarkasmus.
- Světlá lhůta (1964) – nelíbivé symboly, životní absurdita, hořká ironie
- Právo útrpné (1964)
- Modlitba k Janince (1969 – 1973) – expresivní sbírka, drsné obrazy, vyjádření deziluze
- Cvičení mučení (1969) – 40 básní, 6 má v název Mučení, 6 Cvičení, motiv smrti, autor využívá lidová říkadla, přísloví (např. v básni Zaříkávání), řeč je zde prostředkem identity, překračuje hranici nesmyslu
- Grušas am Wacht aneb Putovní Ghetto (2001) – sbírka, za kterou obdržel Magnesii Literu

### Romány
- Mimner aneb Hra o smrďocha (Atmar tin Kalpadotia) (1969, 1973 samizdat pod pseudonymem Samuel Lewis)
- Dotazník aneb Modlitba za jedno město a přítele (1975 samizdat, 1984 Toronto) – experimentální román
- Dr. Kokeš – Mistr Panny (1980 samizdat, 1984 Toronto)
- Beneš jako Rakušan, 2011 (esej, „román faktu“) – v originále německy[10]

### Novely
- Dámský gambit (1972 samizdat, 1979 Toronto)

### Další
- Máma, táta, já a Eda. Česká abeceda (slabikář a čítanka pro děti českých emigrantů, 1988)

- Umění stárnout (kniha vzpomínek, 2004), ISBN 80-7185-600-2
- Grušova hlídka na Rýnu (rozhovory s Karlem Hvížďalou, 2011)
- Život v pravdě aneb Lhaní z lásky (2011), ISBN 978-80-87474-38-9

Jiří Gruša překládal také z němčiny: např. Franze Kafku, Friedricha Schillera a Rainera Maria Rilkeho.

### Souborné dílo
V letech 2014-2021 vydalo nakladatelství Barrister & Principal Souborné dílo Jiřího Gruši rozdělené do devíti svazků:
- sv. I – Prózy I (Povídky a novely) - obsahuje mj. prózu Mimner (1973), novelu Dámský gambit (1973) a další texty
- sv. II – Eseje a studie o literatuře a kultuře I – obsahuje literárně-esejistické a vědecké dílo do r. 1989
- sv. III – Prózy II (Romány) – obsahuje romány Dotazník aneb Modlitba za jedno město a přítele (1975) a Doktor Kokeš – Mistr Panny (1980)
- sv. IV – Eseje a studie o literatuře a kultuře II – obsahuje literárně-esejistické a vědecké dílo vzniklé po r. 1989, mj. Česko – návod k použití (2009) a texty z pozůstalosti
- sv. V – Eseje a studie o diplomacii a politice
- sv. VI – Básně
- sv. VII – Překlady a adaptace
- sv. VIII – Rozhovory
- sv. IX – Díla pro děti - Dodatky (Dramata a překlady)

## Ocenění
- 1996 Cena Andrease Gryphia
- 2002 Cena Jaroslava Seiferta
- 2004 Velká čestná dekorace ve zlatě na stuze  Čestného odznaku Za zásluhy o Rakouskou republiku[11]
- 2006 Velký záslužný kříž s hvězdou Záslužného řádu Spolkové republiky Německo[12]
- 2007 rytíř Řádu čestné legie[13]
- 2009 Cena Václava Bendy[14]
- 2019 Medaile za zásluhy o diplomacii (in-memoriam)[15]

### Poslech
- Děti Charty - životy potomků sedmi prvních signatářů Charty 77: Milena Jabůrková, dcera spisovatele a diplomata Jiřího Gruši.